# För katten
För katten är en svensk svartvit kortfilm från 1959 med manus, regi och foto av Gunnar Skoglund. I rollerna ses bland andra Birgit Lindkvist, Arthur Hilton och Linnéa Edgren.

## Rollista
- Birgit Lindkvist – fru Ensam
- Arthur Hilton – herr Stor
- Linnéa Edgren – tant Skvaller
- Björn Edgren – herr Filur
- Susanna Skoglund – Susanna
- Maria Skoglund – Maria
- Tommy Hilton – Tommy
- Anita Hilton – Anita
- Monica Hilton – Monica
- Per Barre – Per
- Pia Barre – Pia
- Jan Barre – Jan
- Torvald Andersson – polis

### Fotnoter
1. ↑  ”För katten”. Svensk Filmdatabas. http://sfi.se/sv/svensk-filmdatabas/Item/?itemid=4603&type=MOVIE&iv=Basic&ref=/templates/SwedishFilmSearchResult.aspx?id%3d1225%26epslanguage%3dsv%26searchword%3df%C3%B6r+katten%26type%3dMovieTitle%26match%3dBegin%26page%3d1%26prom%3dFalse. Läst 15 april 2013.